# Fernando Miguel Gil Eisner

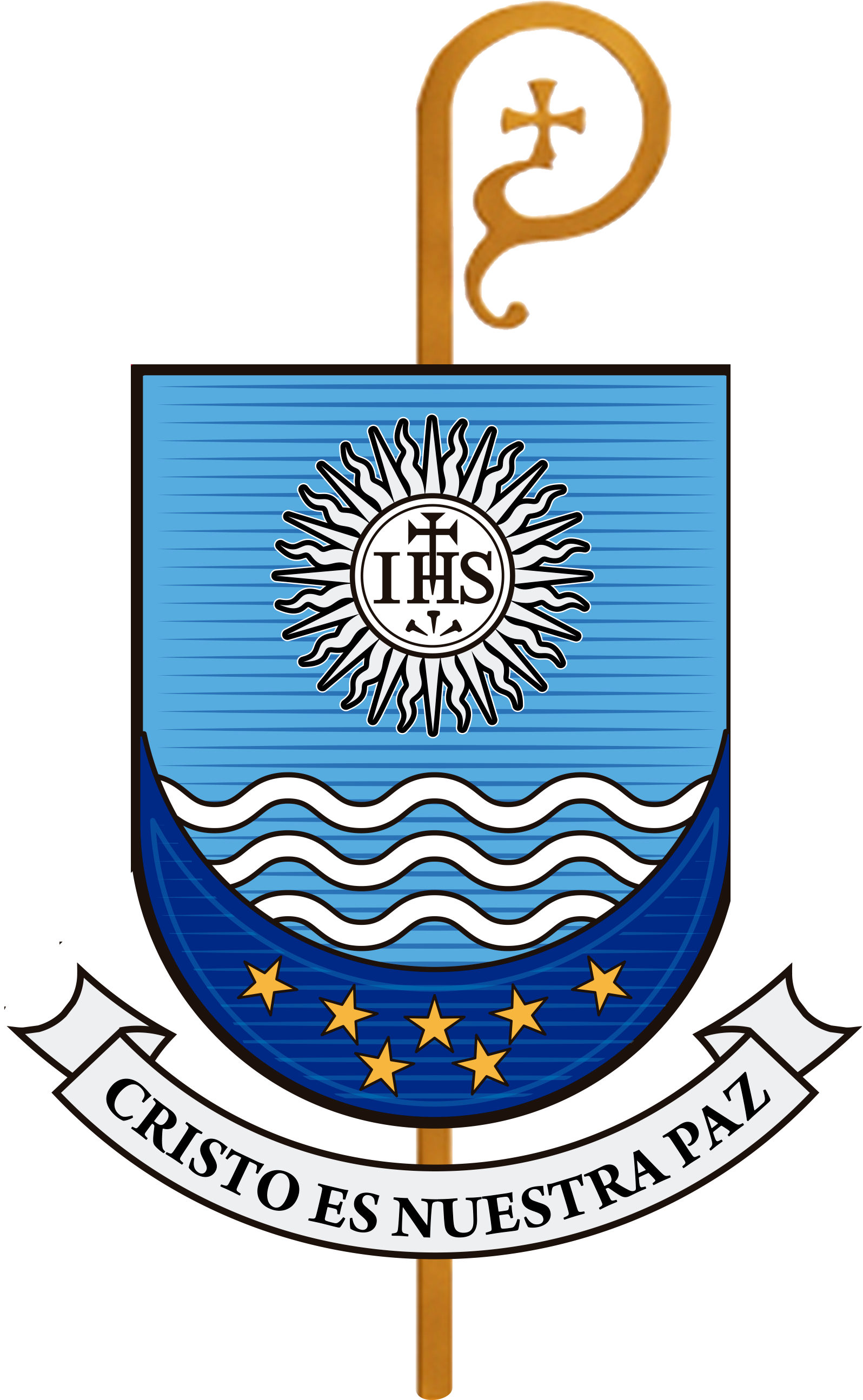
Brasão de Fernando Miguel Gil Eisner

Fernando Miquel Gil Eisner (8 de maio de 1953 – 17 de janeiro de 2020) foi um bispo católico romano uruguaio.

## Biografia
Obteve a Licenciatura em Teologia pela Universidade Católica Argentina e o Doutorado em Teologia com especialização em História da Igreja pela Universidade Gregoriana de Roma. Foi ordenado sacerdote pela diocese argentina de Morón em 25 de março de 1983. Após a divisão da circunscrição eclesiástica, foi incardinado no clero da diocese de Merlo-Moreno em 1997.
Ocupou os seguintes cargos: vigário paroquial das Paróquias de San José e Nuestra Señora de Lourdes, professor em vários seminários argentinos, pároco de Nuestra Señora del Rosario de Fátima, assessor da Comissão Diocesana de Catequese e Ministérios, perito da Comissão Episcopal de Fé e Cultura da Conferência Episcopal Argentina e Diretor Espiritual do Seminário da Diocese de Morón. Em 2003, se tornou diretor da Biblioteca da Faculdade de Teologia da Universidade Católica Argentina. Nesta Faculdade foi Vice-Reitor em 2008 e Reitor de 2009 a 2011. Até sua nomeação episcopal, era professor da Universidade Católica Argentina, pároco de María Auxiliadora em Moreno e diretor espiritual do Seminário Interdiocesano de Morón.
Foi também professor no Instituto Teológico Franciscano Fray Luis Bolaños (Buenos Aires), 1993-2009; no Instituto São João Maria Vianney do Seminário de Mercedes, 1992-1997; no Instituto Salesiano de Estudos Teológicos Superiores Cristo Buen Pastor, 2000-2002, e no Cebitepal, Celam, Bogotá, 2016-2018.
Gil Eisner foi membro do Comitê de História da Comissão Arquidiocesana de Cultura; membro titular do Conselho Argentino de História Eclesiástica; membro do Instituto de História do Direito Canônico Indiano pertencente à Faculdade de Direito Canônico da UCA e membro do Instituto de Numismática e Antiguidades de Buenos Aires. Publicou regularmente obras relacionadas com a História da Igreja e a História da Teologia.
Com a renúncia de Mons. Pablo Jaime Galimberti di Vietri, em 24 de julho de 2018, Gil foi nomeado pelo Papa Francisco como bispo da Diocese de Salto, Uruguai. Recebeu a ordenação episcopal em 23 de setembro, na Catedral de São João Batista de Salto, por Daniel Fernando Cardeal Sturla Berhouet, SDB, Arcebispo de Montevidéu; os principais co-consagradores foram Pablo Jaime Galimberti di Vietri, Bispo Emérito de Salto, e Fernando Carlos Maletti, Bispo de Merlo-Moreno. Tomou posse da sua sé no mesmo dia.
Na Conferência Episcopal do Uruguai, desde abril de 2019, foi presidente do Departamento de Catequese e membro da Comissão Episcopal do Seminário Interdiocesano. Durante seu primeiro ano como episcopado, Dom Gil publicou uma Carta Pastoral dedicada aos “Cem anos da chegada do primeiro Bispo Dom Gregorio Camacho à Diocese de Salto”.
Dom Fernando faleceu em Salto, após lutar contra uma doença grave, e foi sepultado no Cemitério Central.